# Ревельский лев
«Ревельский лев» — пушка 1559 года работы литейщика Карстена Миддельдорпа (Karsten Middeldorp) из Любека, изготовленная для Ревеля, по заказу магистрата, во время Ливонской войны и находящаяся в петербургском Военно-историческом музее артиллерии.

Обстоятельства её создания известны из надписи на ней: 
«DEN LOWEN EIN LET // NOMEN MICH VAN REVEL DAT // TO SPALDE ICH ERE FIENDE // SOL DE DAR NICHT WOLLEN // DAT SE IM FEDE LEVEN // LEN ANNO 1559 IAR GOET // MI KARSTEN MIDDEL // DORP DAT IS WAR. N. E.»
Что переводится как: «Львом меня назвал // Ревельский магистрат, // Чтоб его врагов // Разгромил бы я, // Тех кто не желает жить в мире с ним // В 1559 году отлил меня Карстен // Миддельдорп — это правда».
Отличительной чертой пушки является изображение на торели человека в экзотическом головном уборе. Составитель первого путеводителя Артиллерийского музея Н. Е. Бранденбург считал (1889 год), что, скорее всего, это автопортрет литейщика К. Миддельдорпа, с чем была согласна исследовательница Л. Антинг (1967 год).
В 2002 году археолог Кирилл Шмелев предположил, что это портрет Ивана Грозного. В дальнейшем эту версию в нескольких статьях активно отстаивает Сергей Богатырев, считающий это изображение достоверной документацией шапки Мономаха по состоянию на XVI век. С этой версией не согласна историк Ю. Игина, историк артиллерии Алексей Лобин, не находит она подтверждения у других историков и искусствоведов.